# Ortygospiza
Ortygospiza là một chi chim trong họ Estrildidae.